# Steve Porcaro
Steve Porcaro (Hartford, 2 settembre 1957) è un tastierista e compositore statunitense.
Figlio del celebre percussionista Joe Porcaro, insieme col fratello, Jeff Porcaro è stato tra i fondatori del gruppo rock dei Toto, gruppo che ha poi abbandonato nel 1988, dopo l'uscita di The Seventh One pur seguendo la band per il tour successivo e collaborandovi negli anni a seguire. Ha inoltre composto musiche per film e serie televisive, tra cui: Analisi di un delitto e Justified.

## Biografia
Cominciò a suonare la tastiera fin da piccolo, mentre per quanto riguarda il canto scoprì di avere una bella voce solo all'età di 15 anni. Nei primi anni '70 collaborò con i fratelli e David Paich nei progetti solisti di Boz Scaggs, e nel 1975 collaborò all'album The Dream Weaver di Gary Wright, collaborò anche al tour per promuovere l'album. Collaborò con Boz fino al 1976 quando fu contattato da altri musicisti che avevano collaborato con Boz (tra cui Steve Lukather e David Hungate) per formare un nuovo gruppo: i Toto. 
Con i Toto Steve inciderà i primi 7 album più Falling in Between, scrivendo e cantando anche due canzoni del gruppo: Takin' It Back, It's Feeling. Ci fu anche un piccolo mistero sul brano LEA, scritto da Porcaro per l'album Fahrenheit del 1986, dove si pensava fosse sua la voce (non essendo scritto nulla al riguardo sulle credits del brano); più avanti nel tempo venne confermato che il pezzo lo cantò Joseph Williams, che infatti lo interpretò anche dal vivo nei tour estivi degli anni 2011 e 2012. Nel 1982, insieme al resto del gruppo scrive e incide il pezzo cantato da Michael Jackson Human Nature. Nel 1988 decise di abbandonare la band per cominciare una carriera cinematografica scrivendo colonne sonore per film. Dopo la separazione dai Toto collabora come sessionman nell'album degli Yes Union del 1991, a un album dei Jefferson Airplane per la loro riunione nel 1989, e al tour di Chris Squire del 1992. Nel 1997 insieme a Carlos Vega, Joseph Williams e Mike Porcaro scrive l'inno della Champions League, che eseguirà dal vivo suonando la tastiera solo nel 1997 in occasione della finale. Nel 2006 incide il penultimo album dei Toto Falling in Between, e nel 2007 scrive le colonne sonore del film Montana Sky. Dal 2010 ritorna ufficialmente a far parte integrante dei Toto in occasione del nuovo tour estivo e alcuni anni dopo, nel 2015, è uno dei quattro compositori principali del nuovo album Toto XIV che segna il ritorno della band in piena attività. Il 10 giugno 2016 pubblica il suo primo album solista intitolato Someday/Somehow, il quale vanta la collaborazione di artisti come Michael McDonald, Jamie Kimmet, Michael Sherwood, Mabvuto Carpenter e lo stesso Steve Lukather. 
Nel brano Back To You (vecchia canzone scartata all'epoca delle session dei Toto) Steve riunisce i fratelli Porcaro per quella che probabilmente è l'ultima registrazione di Jeff e Mike insieme. Per metà dell'album Steve Lukather suona le parti di chitarra.

## Discografia

### Da solista
- 2016 - Someday/Somehow

### Con Gary Wright
- 1975 - The Dream Weaver

### Con Michael Jackson
- 1982 - Thriller

### Con gli Yes
- 1991 - Union

## Filmografia parziale

### Cinema
- Uno sbirro tuttofare, regia di Thomas Carter (1997)
- Hope, regia di Goldie Hawn (1997)
- Analisi di un delitto, regia di Rowdy Herrington (1998)
- Wayward Son, regia di Randall Harris (1999)
- My First Mister, regia di Christine Lahti (2001)
- Top model per caso, regia di Mark Waters (2001)
- Contratto con la morte, regia di Keith Snyder (2002)

### Televisione
- Sentinel - serie TV, 10 episodi (1996)
- Gideon's Crossing - serie TV, 2 episodi (2000-2001)
- Raines - serie TV, 7 episodi (2007)
- Nora Roberts - Carolina Moon - film TV, regia di Stephen Tolkin (2007)
- Justified - serie TV, 78 episodi (2010-2015)